# Judith Owigar
Judith Owigar es la fundadora de JuaKali Workforce, una plataforma de micro trabajos en línea, que enlaza los empleadores con obreros cualificados del sector informal en Kenia. También es la cofundadora de la plataforma AkiraChix, una organización sin ánimo de lucro para inspirar y desarrollar a las mujeres en torno a la tecnología.

## Biografía
Durante sus años escolares, participó en el coro, jugaba netball, nadaba y estaba en el club de debates. Además solía estar en el club de informática, de esta forma desarrolló su interés por la tecnología y el área de las matemáticas.

## Educación[3]
| Años        | Estudios                                         | Universidad            |
| ----------- | ------------------------------------------------ | ---------------------- |
| 2003 - 2008 | Licenciatura en Informática                      | Universidad de Nairobi |
| 2013 - 2016 | Máster en Computación Aplicada                   | Universidad de Nairobi |
| 2020 - 2023 | Doctorado en Filosofía y Sistemas de Información | Universidad de Nairobi |

## Carrera
A finales de 2007, junto a sus compañeros de carrera, comenzó un negocio centrado en la tecnología móvil, la cual en ese momento era bastante nueva. Uno de los proyectos fue la construcción de un sistema de comunicaciones móviles para la ONU, pero no se llevó a cabo debido a que el proceso para trabajar con la organización fue demasiado largo y los integrantes del proyecto consiguieron nuevos trabajos.
Luego, trabajó en una empresa de tecnología como desarrolladora. El equipo estaba formado por 5 personas, de las cuales 4 eran mujeres. Ellas sentían que en la empresa, por ser mujeres, no reconocían su trabajo. Por ello decidieron construir una comunidad de mujeres tecnológicas.
A finales de 2009, empezó a trabajar como ingeniera IT en la ONG Japan Center for Conflict Prevention construir el primer sistema de información de datos biológicos de Somalia en colaboración con Naciones Unidas.
En abril de 2010, fundó junto con Angela Oduor Lungati, Linda Kamau y Marie Githinji la asociación Akirachix, que impulsa el uso de la tecnología en las mujeres en África. Uno de sus objetivos era convertirse en modelos a seguir para otras jóvenes de Kenia, que se interesen por el campo de la tecnología.
En julio de 2015, fundó la empresa JuaKali Wokforce, de la cual es directora ejecutiva. Juakali es una forma de que los trabajadores del sector informal  (fontaneros, carpinteros, electricistas...) puedan comercializar sus habilidades, a la vez que construyen referencias que les ayudarán a conseguir más trabajo.
En enero de 2017, se convirtió en miembro de la junta de Spider.
Judith trabaja en el Consejo de Liderazgo de África WeTech (Women Enhancing Technology), en la junta de Lumen Labs y en la Asociación de Antiguos Alumnos de la Escuela de Educación Primaria de St. George.
En septiembre de 2016, empezó a trabajar para UN-Hábitat, el Programa de las Naciones Unidas para los Asentamientos Humanos, como asesora TIC y, posteriormente, como consultora de Smart Cities.También, ha sido consultora de Movilidad Inteligente y Eléctrica para la organización a principios de 2022.
Continua investigando y desarrollando la movilidad électrica en África junto a Researcher.

## Reconocimientos
Cuando estaba estudiando en la Universidad de Nairobi, recibió el premio a la mejor ingeniera, en una competición del Instituto de Ingenieros Eléctricos y Electrónicos.
En octubre de 2011, recibió el premio Anita Borg Change Agent, el cual premia a una mujer internacional (no residente en EE. UU.) sobresaliente quien crea o amplia oportunidades en las tecnologías para niñas y mujeres. Judith también recibió el premio Unsung Heroes de la Embajada de Estados Unidos en Kenia.
En 2012, entró en el "Top 40 Mujeres por debajo de 40", de Businnes Daily, el que reconoce, cada año, a las mujeres que han tenido un impacto significativo en Kenia, económica y socialmente.
En febrero de 2012, CNN's African Voices, la incluyó en las "10 voces africanas tecnológicas para seguir en Twitter", por impulsar el espíritu empresarial y empoderar a las comunidades en África.
En 2015, participó en el programa Focus Fellow de Digital Undivided, enfocado para mujeres negras fundadoras de pequeñas empresas de desarrollo tecnológico. También recibió el Acumen Fellow de África Oriental.

## Charlas

### 2015
- Cumbre Global de Emprendedores, Kenia, julio de 2015 (junto a Barack Obama).[3]

### 2016
- Conferencia ICT4C, Kenia, mayo de 2016.
- Foro de emprendedores tecnológicos y sociales, Kenia, junio de 2016.
- Semana de la Innovación de Nairobi, Kenia, agosto de 2016.
- Simposio SEED Africa, Kenia, septiembre de 2016.
- Conferencia AfriChi, Kenia, noviembre de 2016.
- Care Norge, New Connections, Noruega, noviembre de 2016.

### 2017
- Microsoft Next Tech - Sesión de Mujeres en Tecnología, Kenia, febrero de 2017.
- Cumbre de ayuda y desarrollo AIDF, Kenia, marzo de 2017.
- Cumbre AfChix TechWomen, Kenia, mayo de 2017.
- Conferencia Internacional de Mujeres organizada por el Parlamento de la República de Sudáfrica, agosto de 2017.

### Videos y podcasts
Global Entrepreneurship Summit: GES 2015
Stockholm Internet Forum 2015
All Things Considered, NPR 2012